# Sofian Pătrunjel
Sofian, născut Gheorghe Pătrunjel (n. 22 iulie 1970, sat Băcel, județ Covasna), este un episcop român, membru al Sfântului Sinod al Bisericii Ortodoxe Române, episcop vicar al Mitropoliei Germaniei, Europei Centrale și de Nord, cu titulatura Brașoveanul. 

## Studii
Între 1984-1988 urmează secția de filologie-istorie a Liceului Industrial Nr. 2 din Sfântul Gheorghe. După satisfacerea serviciului militar obligatoriu (ianuarie 1989-februarie 1990) intră ca frate în Mănăstirea Sâmbăta de Sus din localitatea Sâmbăta de Sus, Județul Brașov la data de 27 februarie 1990. În data de 6 august 1992 este tuns rasofor. A fost călugărit 23 aprilie 1993 cu numele de Serafim. Din toamna anului 1992 urmează cursurile facultății de teologie din Sibiu pe care le absolvă în 1996. Peste un an susține examenul de licență la catedra de liturgică prezentând lucrarea "Penticostarul și spiritualitatea ortodoxă".
Din decembrie 1995 până în iunie 1998 a fost bursier al Facultății de Teologie Catolică din Chur Elveția.
Între octombrie 1999 și aprilie 2003 studii de masterat la Facultatea de Teologie Ortodoxă din Tesalonic. Acestea au fost încununate de lucrarea Μάρτυρες, μαρτύριο και μαρτυρία κατά τoν Μέγα Βασίλειο (Martiri, martiriu și mărturie după Sfântul Vasile cel Mare). Actualmente studii doctorale la Facultatea de Teologie Ortodoxă din Sibiu.

## Cariera eclesiastică
La 23 aprilie 1993 este hirotonit diacon, iar o lună mai târziu, pe 30 mai 1993, este hirotonit preot. La 11 mai 2002 este ales episcop vicar la propunerea IPS Serafim Joantă de către Adunarea eparhială a Mitropoliei Ortodoxe Române pentru Germania Europa Centrală și de Nord. Sfântul Sinod confirmă această alegere la 3 iunie 2002 și hotărăște ca noului episcop să îi fie schimbat numele din Serafim în Sofian și să primească titulatura de Brașoveanul. La 11 mai 2003 este hirotonit arhiereu de către Preafericitul Teoctist, patriarhul Bisericii Ortodoxe Române și de către episcopii coslujitori în catedrala mitropolitană din Nürnberg.
Din 1 decembrie 2004 își stabilește sediul în orașul München unde a început proiectul de construire a unui centru eparhial și de unde coordonează problemele pastoral misionare ale Mitropoliei Ortodoxe române pentru Germania Europa Centrală și de Nord. Din 22 noiembrie 2008 este președintele Asociației Tinerilor Ortodocși Români din Germania.

## Lucrări
- Penticostarul și spiritualitatea ortodoxă. Würzburg,1998. Versiunea online aici.
- De la un gând la o ctitorie. Cum a refăcut Înalt Prea Sfințitul Mitropolit Antonie Mănăstirea de la Sâmbăta de Sus: 2000.
- Μάρτυρες, μαρτύριο και μαρτυρία κατά τoν Μέγα Βασίλειο. Editura Orthodoxos Kipseli: Tesalonic 2005.
- Martiri, martiriu și mărturie după Sfântul Vasile cel Mare. Editura Teognost: Cluj-Napoca, 2005. Versiunea online aici.

## Articole
- Libertate și responsabilitate în Hristos
- Omul - icoană a lui Dumnezeu, icoana - chip al omului îndumnezeit
- Trăim religios în societate sau social în religie?
- Considerații în legătură cu Sf. Liturghie
- Episcopul, preoții și credincioșii în Biserică
- Hristos a înviat – bucuria noastră
- Dacă nu te voi spăla, nu ai parte cu mine...
- Câteva  considerații în legătură cu Maica Domnului
- Iar fiii împărăției…?
- Tinerețe și Înviere

## Predici
- Trei predici ale Preasfințitului Sofian Brașoveanul
- Sofian Brașoveanul - Predici